# Kathryn Watt
Kathryn Ann Watt, detta Kathy (Warragul, 11 settembre 1964), è un'ex ciclista su strada e pistard australiana.
Ha vinto due medaglie olimpiche, entrambe ai Giochi 1992 di Barcellona, una d'oro nella corsa in linea su strada e una d'argento nell'inseguimento individuale su pista.